# Page (Arizona)
Page és una ciutat dels Estats Units a l'estat d'Arizona. Segons el cens del 2007 tenia 6.904 habitants.

## Demografia
Segons el cens del 2000, Page tenia 6.809 habitants, 2.342 habitatges, i 1.779 famílies La densitat de població era de 158,5 habitants/km².
Dels 2.342 habitatges en un 41,4% hi vivien nens de menys de 18 anys, en un 59,8% hi vivien parelles casades, en un 10,5% dones solteres, i en un 24% no eren unitats familiars. En el 19% dels habitatges hi vivien persones soles el 5,1% de les quals corresponia a persones de 65 anys o més que vivien soles. El nombre mitjà de persones vivint en cada habitatge era de 2,9 i el nombre mitjà de persones que vivien en cada família era de 3,33.
Per edats la població es repartia de la següent manera: un 32% tenia menys de 18 anys, un 9,5% entre 18 i 24, un 27,5% entre 25 i 44, un 24,7% de 45 a 60 i un 6,3% 65 anys o més.
L'edat mediana era de 32 anys. Per cada 100 dones de 18 o més anys hi havia 98,4 homes.
La renda mediana per habitatge era de 46.935 $ i la renda mediana per família de 54.323 $. Els homes tenien una renda mediana de 42.040 $ mentre que les dones 24.744 $. La renda per capita de la població era de 18.691 $. Aproximadament el 12,8% de les famílies i el 13,9% de la població estaven per davall del llindar de pobresa.

## Poblacions més properes
El següent diagrama mostra les poblacions més properes.